# FK Kaspij Aqtau
FK Kaspij Aqtau (kazakiska: Каспий Футбол Клубы, Kaspij Futbol Kluby), känd under förkortningarna FC Caspiy eller Caspij, Kaspij, är en professionell fotbollsklubb från Aqtau i Kazakstan.
Laget grundades 1962, och gick då under namnet Trud.

## Meriter
- Birinsji Ligasy (D2)
Vinst (1): 1994
Silver (2): 1995, 2019

## Placering tidigare säsonger
| Säsong | Nivå | Liga            | Placering | Referens    | Notering                            |
| ------ | ---- | --------------- | --------- | ----------- | ----------------------------------- |
| 2013   | 2    | Birinsji Ligasy | 5         | [ 1 ]       |                                     |
| 2014   | 2    | Birinsji Ligasy | 4         | [ 2 ]       |                                     |
| 2015   | 2    | Birinsji Ligasy | 5         | [ 3 ]       |                                     |
| 2016   | 2    | Birinsji Ligasy | 4         | [ 4 ]       |                                     |
| 2017   | 2    | Birinsji Ligasy | 8         |             |                                     |
| 2018   | 2    | Birinsji Ligasy | 11        |             |                                     |
| 2019   | 2    | Birinsji Ligasy | 2         | [ 5 ] [ 6 ] | Uppflyttad till Premjer Ligasy 2020 |
| 2020   | 1    | Premjer Ligasy  | 11*       | [ 7 ]       | pandemin                            |
| 2021   | 1    | Premjer Ligasy  | 8         | [ 8 ]       |                                     |
| 2022   | 1    | Premjer Ligasy  | 9         | [ 9 ]       |                                     |
| 2023   | 1    | Premjer Ligasy  | 13        | [ 10 ]      |                                     |
| 2024   | 2    | Birinsji Ligasy | 3         | [ 11 ]      |                                     |

## Kända spelare
- Ivan Jaremcjuk (1996)
- Murat Sujumaghambetov (2000–2002)
- Farchadbek Irismetov (2001)
- Eduard Sergienko (2002)
- Sergei Gridin (2009)